# Elizaveta Minaeva
Elizaveta Minaeva (23 settembre 2002) è una nuotatrice artistica russa.

## Palmarès
- Mondiali

Singapore 2025: argento nella gara a squadre programma tecnico e nella gara a squadre programma acrobatico.